# Herman D. Koppel
Herman David Koppel (Kopenhagen, 1 oktober 1908- 14 juli 1998) was een Deense componist, pianist en muziekeducator. Hij was eveneens de stichter van een kleine dynastie binnen de Deense muziekwereld.

## Biografie
De familie Koppel kwam in 1907 vanuit Blaszki in Polen als Joodse familie in Kopenhagen terecht. Denemarken was toen een doorgangshuis. Denen zochten elders hun heil en zij werden vervangen door emigranten uit Oost-Europa. De familie schafte direct een piano aan en Herman David, de oudste zoon, kon op vijfjarige leeftijd aan de piano aanschuiven. In 1925 werd hij tot de Koninklijke Deense Academie voor Muziek toegelaten. Carl Nielsen zat in de toelatingscommissie. Koppel kreeg muziektheorie van Emilius Bangert en pianolessen van Rudolph Simonsen. Hij leidde zichzelf op in composities. In de jaren daarna ontstond een hechte vriendschap tussen die twee; Koppel speelde als pianist de werken van Nielsen (voor) en Nielsen controleerde de composities van Koppel. In 1930 maakte Koppel zijn debuut als concertpianist, eerst in besloten kring en later op het publiekspodium. De composities van Koppel waren eerst nog verwant aan die van Nielsen, maar nadat die in 1931 was overleden, koos Koppel het modernere pad, net zoals collega-componist Knudåge Riisager. Ondertussen zat Koppel achter de piano bij tenor Aksel Schiøtz voor uitvoeringen en plaatopnamen.
In 1943 moest Koppel met familie halsoverkop vluchten toen de Duitse bezetters ook het binnenlands bestuur van het tot dan toe bestuurlijk autonome Denemarken overnamen. Ze kwamen in Örebro in Zweden terecht. Die vlucht, alsmede de berichten uit Denemarken over de Jodenvervolging, lieten diepe sporen na, ook in de muziek van Koppel. Die was eerst voornamelijk instrumentaal, maar werd daarna meer vocaal met verwijzingen naar het Oude Testament. Toen hij repatrieerde, ging hij door met spelen en componeren. Van 1949 tot 1978 gaf hij zelf les aan de Academie, eerste als leraar en vanaf 1955 als professor. Later vervulde hij nog bestuursfuncties binnen de Stichting voor Deense Kunsten (1977-1981) en de Deense Componistenbond (1981-1987). Hij kreeg gedurende zijn loopbaan tal van Deense onderscheidingen binnen de kunstwereld.
Zijn muziek is in te delen in het neoclassicisme, maar is eerst nog beïnvloed door de laat-romantiek en verschuift dan naar modernere varianten. Zelfs jazz mist zijn invloed op Koppels muziek niet.

## Familie
Herman D. Koppel (zoals hij meestal benoemd wordt) was de vader van Therese Koppel, Lone Koppel, Thomas Koppel en Anders Koppel en de grootvader van Nikolaj Koppel, Benjamin Koppel en Marie Carmen Koppel, die allen in de muziekwereld terecht zijn gekomen.

## Bron en referenties
- Uitgaven Dacapo
- gedeeltelijke lijst werken

- Bibliothèque nationale de France: cb14002498v (data)
- Gemeinsame Normdatei: 12417339X
- International Standard Name Identifier: 0000 0001 0985 9186
- KulturNav: 1900918f-31f7-4dd4-9130-b062e7e94616
- Library of Congress Control Number: n80015506
- Nationale Bibliotheek van Letland: 000345293
- MusicBrainz: 7932a90c-7d93-4d3b-abfb-530fc537f280
- Nationale Bibliotheek van Tsjechië: mzk2014820550
- Nationale Bibliotheek van Israël: 987007600151605171
- Nederlandse Thesaurus van Auteursnamen: 321978064
- LIBRIS: 206890
- SNAC: w6156cs0
- Système universitaire de documentation: 160374367
- Virtual International Authority File: 71589013
- WorldCat: E39PBJrCbPfTBWkWYMcqhCKrv3